# Polycirrus hesslei
Polycirrus hesslei är en ringmaskart som beskrevs av Monro 1930. Polycirrus hesslei ingår i släktet Polycirrus och familjen Terebellidae. Inga underarter finns listade i Catalogue of Life.